# Rhodopygia hollandi
Rhodopygia hollandi är en trollsländeart som beskrevs av Philip Powell Calvert 1907. Rhodopygia hollandi ingår i släktet Rhodopygia och familjen segeltrollsländor. IUCN kategoriserar arten globalt som livskraftig. Inga underarter finns listade i Catalogue of Life.